# Posen (Illinois)
Posen – wieś w stanie Illinois, leżąca na obszarze hrabstwa Cook. 
Blisko połowa mieszkańców deklarujących nieamerykańskie pochodzenie to Polacy i Niemcy (Posen jest niemieckim odpowiednikiem nazwy Poznań).